# Dentinalia diversa
Dentinalia diversa là một loài bướm đêm trong họ Geometridae.